# Gao Ling
Gao Ling (chiń. 高崚; pinyin Gāo Líng; ur. 14 marca 1979 w Wuhanie) – chińska badmintonistka, czterokrotna medalistka Igrzysk Olimpijskich, czterokrotna medalistka mistrzostw świata.